# 4 km (rejon wołchowski)
4 km (ros. 4 км) – przystanek kolejowy w miejscowości Wołchow, w rejonie wołchowskim, w obwodzie leningradzkim, w Rosji. Położony jest na linii Wołchow – Czudowo.